# Canon de marine de 4 pouces BL Mk I - VI
Les canons de marine de 4 pouces BL Mk I - VI (en anglais BL 4 inch Mk I–VI naval gun, BL signifie breech-loading weapon, arme à chargement par la culasse) est un une famille de canons navals britannique de 4 pouces à chargement par la culasse.

## Historique

### Mk I 13 cwt de 15 calibres
C’était le premier canon BL de 4 pouces. Avec son canon court (60 pouces au total), il avait une portée de seulement 5500 yards.

### Mk I 22,5 cwt de 25 calibres
Avec son canon plus long (alésage de 100 pouces), le Mk I avait une portée de 7200 yards. Les deux premiers types de Mk I ont été rapidement retirés du service à la suite de l’explosion d’un canon Mk II de 6 pouces BL similaire à bord du HMS Cordelia en juin 1891. Le Mk I 22,5 cwt a continué à être utilisé pour l’entraînement.

### Mk II - VI 26 cwt de 27 calibres
Le canon amélioré Mk II de 27 calibres et les modèles ultérieurs, souvent appelés 4 pouces 26 cwt, ont remplacé les premières versions Mk I en service. Le canon était plus long (108 pouces d’alésage, 27 calibres), ce lui donnait une portée de 7700 yards.
Les canons Mk II et ultérieurs armaient les navires de guerre suivants :
- Le HMS Inflexible lorsqu’il a été rearmé en 1885
- Le HMS Bellerophon lorsqu’il a été réarmé en 1885
- Canonnières à hélice composites de classe Pygmée de 1888
- Canonnières de classe Redbreast lancées en 1889
- Le HMS Alexandra lorsqu’il a été réarmé en 1891
- Sloops de la classe Alert de 1894

Le canon a été remplacé dans sa catégorie à partir de 1895 par le canon de marine de 4 pouces QF Mk I - III.

### Canon QFC de 4 pouces
Un petit nombre de ces canons a été converti en QF pour utiliser les mêmes obus que le canon de 4 pouces QF. Ils ont été désignés Mk I/IV, I/VI, etc., en fonction du modèle de 4 pouces BL qui avait été converti. Tous avaient un alésage de 27,85 calibres après conversion, avec une vitesse initiale de 2177 pieds/seconde.

## Exemplaires survivants
- « A gun from 1888 at Explosion! The Museum of Naval Firepower, Gosport », sur Victorian Forts and Artillery.
- « A gun from HMS Gannet, mounted on top of Calshot Castle at the entrance to Southampton Water », sur Victorian Forts and Artillery.